# Sambir
Sambir (ukrainisch Самбір; deutsch und polnisch Sambor, russisch Самбор/Sambor) ist eine ukrainische Stadt mit etwas mehr als 34.000 Einwohnern in der Oblast Lwiw.

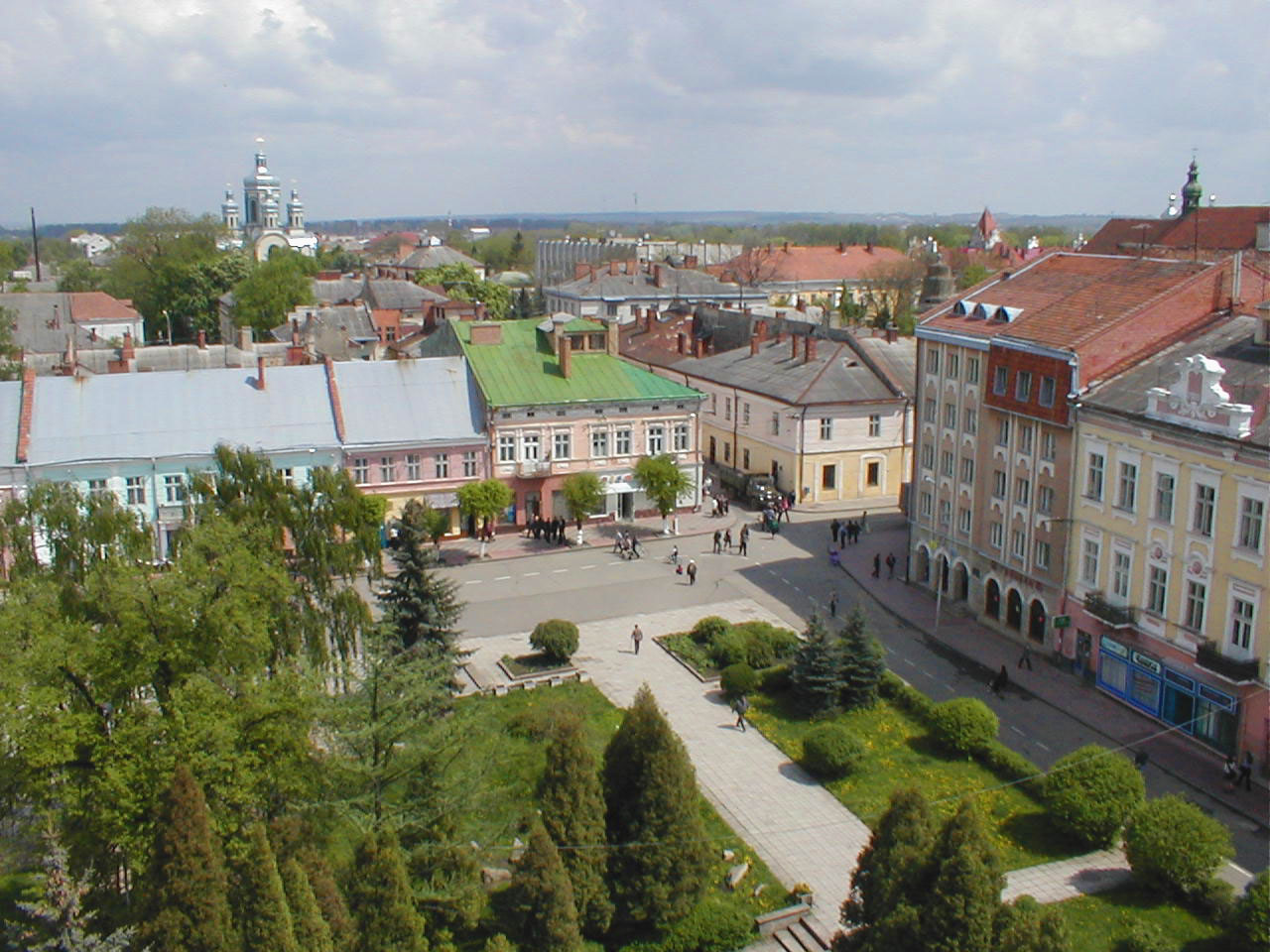
Sambir

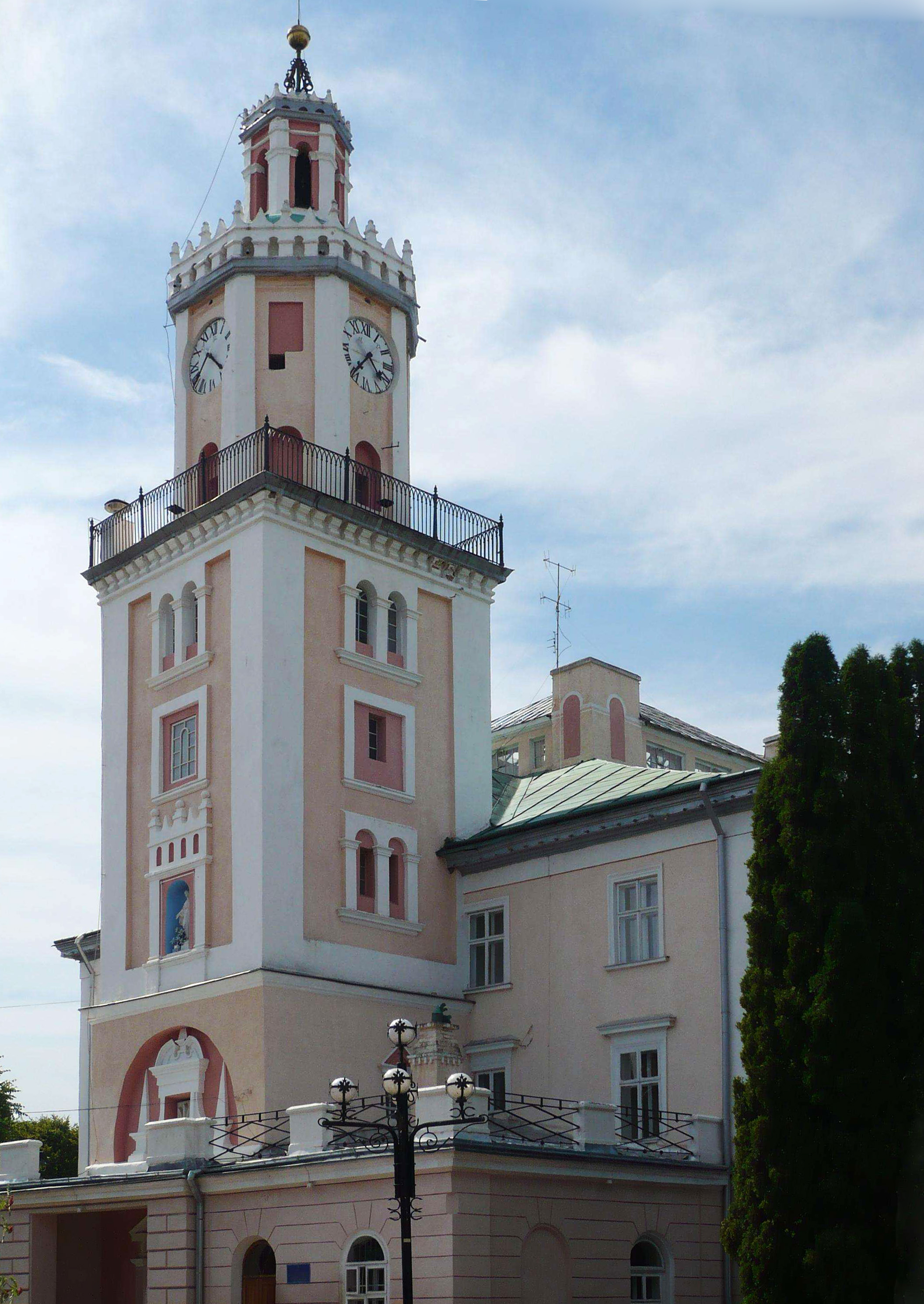
Rathaus

## Lage
Sambir liegt in der Vorkarpaten-Ebene am Oberlauf des Flusses Dnister, 74 km südwestlich der Bezirkshauptstadt Lemberg, etwa 40 km östlich der ukrainischen Grenze zu Polen. Die nächste größere Stadt ist Drohobytsch, die Stadt selbst ist das Rajonszentrum des gleichnamigen Rajons Sambir, jedoch verwaltungstechnisch kein Teil desselben, sondern direkt der Oblastverwaltung unterstellt.
Am 12. Juni 2020 wurde die Stadt zum Zentrum der neu gegründeten Stadtgemeinde Sambir (Самбірська міська громада/Sambirska miska hromada). Zu dieser zählen die 4 in der untenstehenden Tabelle aufgelistetenen Dörfer; bis dahin war sie Teil der Stadtratsgemeinde Sambir die direkt unter Oblastverwaltung stand.
Folgende Orte sind neben dem Hauptort Sambir Teil der Gemeinde:
| Name                     | Name        | Name                         | Name         |
| ukrainisch transkribiert | ukrainisch  | russisch                     | polnisch     |
| ------------------------ | ----------- | ---------------------------- | ------------ |
| Biloky                   | Білоки      | Белоки (Beloki)              | Biłaki       |
| Dubriwka                 | Дубрівка    | Дубровка (Dubrowka)          | Dąbrówka     |
| Strilkowytschi           | Стрілковичі | Стрелковичи (Strelkowitschi) | Strzałkowice |
| Wanjowytschi             | Ваньовичі   | Ваневичи (Wanewitschi)       | Waniowice    |

## Geschichte
1199 wurde Sambor erstmals erwähnt als Teil des Fürstentums Halytsch-Wolhynien.
Nach dem Überfall der Goldenen Horde 1241 siedelte ein Teil der Bevölkerung an die jetzige Stelle und gründete den Ort Nowyj Sambor (Neu-Sambor). Der ursprüngliche Ort erhielt die Bezeichnung Staryj Sambor (Alt-Sambor) und existiert bis heute.
1340 kam Sambor zum Königreich Polen, 1366 wurde es in die neugegründete Woiwodschaft Ruthenien eingegliedert, als Sitz eines Powiat Sambor im Przemyśler Land (Ziemia Przemyśka). Im Jahr 1375 gab es im Sambir eine der um 20 römisch-katholischen Kirchen im Bistum Przemyśl.
1387 kam es kurzzeitig unter ungarische Herrschaft.
Unter König Władysław II. Jagiełło bekam Spytko II z Melsztyna, der Woiwode von Krakau das Privileg für Anlegung der Stadt (Nowy) Sambor 1390 nach dem Magdeburger Stadtrecht. In der Folgezeit kamen zahlreiche deutsche und jüdische Bewohner in die Stadt.
Bekannt wurde die Stadt durch ihre Salzbergwerke. Sie war schon im 14. Jahrhundert ein Zentrum der Salzgewinnung.

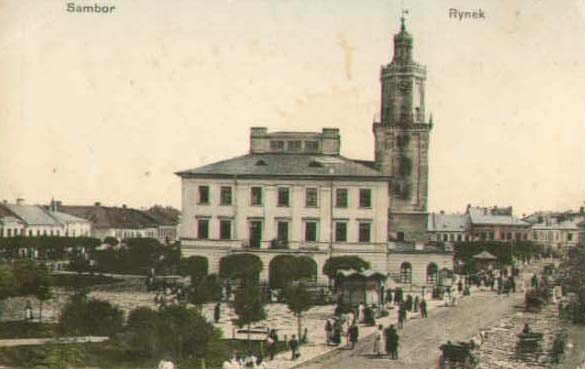
Sambor, Rynek (Ring), 1901

1569–1772 war sie Teil der Ziemia Lwowska (Lemberger Land) der Adelsrepublik Polen-Litauen.
Zwischen 1772 und dem Ende des Ersten Weltkrieges war es im österreichischen Kronland Königreich Galizien und Lodomerien gelegen, hier wurde sie 1850 zum Sitz der Bezirkshauptmannschaft Sambor bestimmt, 1867 kam noch ein Bezirksgericht im Ort dazu, beides existierte dann bis 1918.
Nach dem Ersten Weltkrieg war die Stadt kurzfristig Teil der Westukrainischen Volksrepublik, gehörte dann aber nach der Nichtanerkennung der Curzon-Linie durch Polen bis 1939 zum polnischen Staat und lag hier ab 1921 in der Woiwodschaft Lwów.
Während des Zweiten Weltkrieges besetzten auf der Grundlage des deutsch-sowjetischen Nichtangriffspaktes zunächst sowjetische Truppen die Stadt, bis nach dem deutschen Überfall auf die Sowjetunion die Stadt dem Generalgouvernement einverleibt wurde. Mit dem Kriegsende wurde ihre Eingliederung in die Ukrainische Unionsrepublik der UdSSR vollzogen, die 1991 ein souveräner Staat wurde.

## Sehenswürdigkeiten

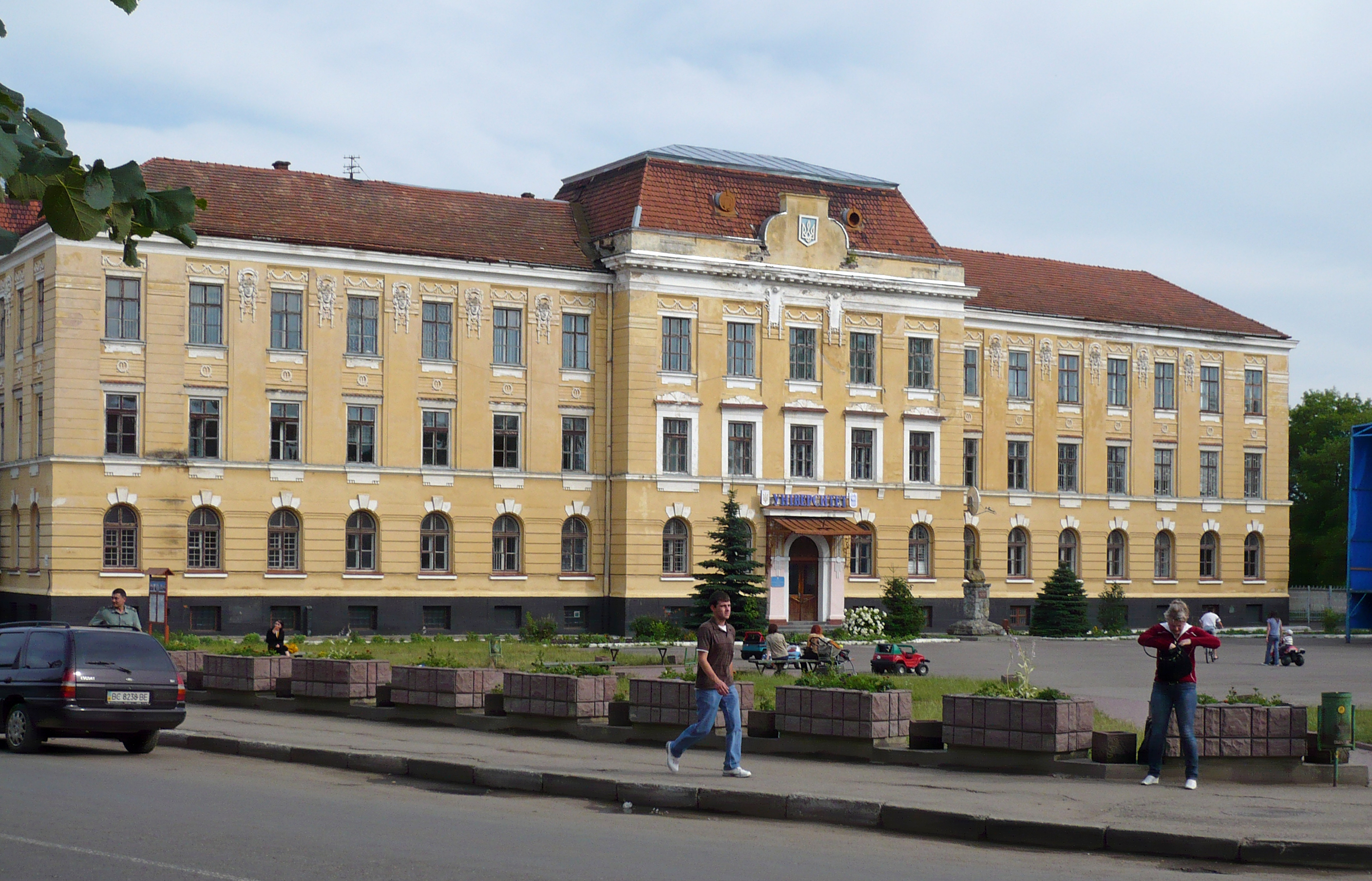
Universität

- Ruine des Schlosses (16. Jahrhundert)
- Kirche St. Johannes der Täufer (1530–1568)
- Kloster der Bernhardiner (17. Jahrhundert)
- Kloster der Birgitten (17. Jahrhundert)
- Rathaus (17.–19. Jahrhundert)
- Kirche der Heiligen Valentina und der Wundertätigen Muttergottes von Sambir (18. Jahrhundert)
- Bürgerhäuser am Markt (17.–20. Jahrhundert)

## Wirtschaft
Schon im 14. Jahrhundert war die Stadt ein Zentrum der Salzgewinnung. Von wirtschaftlicher Bedeutung ist die Holzindustrie.

## Söhne und Töchter
- Georg Franz Kolschitzky (Jerzy Franciszek Kulczycki, 1640–1694), polnisch-österreichischer Geschäftsmann, Dolmetscher und Spion kam im benachbarten Dorf Kultschyzi zur Welt.
- Andrij Tschaikowskyj (1857–1935), ukrainischer Schriftsteller und Politiker
- Władysław Abraham (1860–1941), polnischer Historiker
- Volodymyr Baczynskyj (1880–1927), österreichischer Rechtsanwalt und Politiker
- Salka Viertel (Salomea Steuermann, 1889–1978), österreichisch-amerikanische Schauspielerin und Drehbuchschreiberin
- Eitan Avissar (1892–1964), österreichisch-israelischer Soldat
- Eduard Steuermann (1892–1964), österreichisch-amerikanischer Pianist und Komponist
- Zacharias Dische (1895–1988), US-amerikanischer Biochemiker
- Zygmunt Steuermann (1899–unbekannt), polnischer Fußballnationalspieler und Opfer des Holocausts
- Mykola Kolessa (1903–2006), Komponist, Dirigent und Pädagoge
- Tadeusz Pankiewicz (1908–1993), polnischer Pharmazeut und Gerechter unter den Völkern
- Józef Rabiej (1911–1974), polnischer Wissenschaftler, Professor für Elektrotechnik und Hochschullehrer
- Artur Sandauer (1913–1989), polnischer Literaturkritiker
- Walerij Borsow (* 1949), sowjetischer Leichtathlet
- Roman Bobak (* 1990), ukrainischer Fußballspieler

## Städtepartnerschaften
Sambir ist mit Oświęcim in Polen partnerschaftlich verbunden.